# Victor Gastebois
Pour les articles homonymes, voir Gastebois.
Victor Louis Gastebois, né le 3 juin 1871 à Martigny dans la Manche et mort à Parigny le 6 janvier 1938, est un enseignant, principal de collège et historien français.

## Biographie
Né dans une famille de modestes agriculteurs, il fait des études et obtient le titre de licencié es lettres de l'université en 1896.
Il enseigne aux collèges de Château-Gontier (Mayenne), Saint-Pol-sur-Ternoise (Pas-de-Calais), Quimper (Finistère) et Coutances (Manche).
Il se marie avec Jeanne Mulard, originaire de Saint-Pol-sur-Ternoise en 1907. Ils auront trois enfants : Jacques, André et Denise.
En 1909, il est nommé principal du collège de Mortain.
Il fait toute la Première Guerre mondiale comme capitaine aux 86e RIT, 288e RIT et 342e RIT.
Il est démobilisé en janvier 1919 avec le grade de commandant et la Légion d'honneur.
Il a tenu au jour le jour un journal de guerre.
Il rejoint son poste de principal à Mortain qu'il quitte pour le collège d'Argentan le 1er septembre 1920.
Il est admis à la retraite le 1er janvier 1933. Une retraite qu'il consacre à poursuivre son œuvre d'historien du Mortainais, « sa petite patrie ». Après une vie bien remplie, il meurt le 6 janvier 1938.

## Œuvres
Il a publié de nombreux ouvrages, dont :
- Martigny, histoire d'une commune du Mortainais (1909), couronné par l'Académie française
- Pages d'histoire du Mortainais (1929)
- Le vieux Mortain (1930), republié avec de nombreuses illustrations (cartes postales, photographies et dessins) par la ville de Mortain
- Légendes et histoires du Mortainais (1932) republié en 2008 par les Éditions Charles Corlet

- Prix Montyon 1935 de l'Académie française
- L'abbaye de Savigny en 1751 (1934)
- Les derniers moines de l'abbaye de Savigny (1937)